# Vespa soror
Vespa soror je velká sršeň žijící v tropické a subtropické Asii. Je agresivní a velmi dravá, útočí i na jiné druhy sršní a plení jejich hnízda.

## Taxonomie
Vespa soror byla v roce 1994 zařazena do skupiny sršní nazývané tropica. Kromě ní tam náleží Vespa tropica, Vespa ducalis, Vespa philippinensis a Vespa mandarinia neboli sršeň mandarínská, která je její nejbližší příbuzná. Skupina vytváří synapomorfní klad. Toto fylogenetické řazení v zásadě potvrdila i morfologická a genetická analýza publikovaná v roce 2013.

## Popis
Vespa soror je velká sršeň. Dělnice měří 26 až 35 mm, královny 39 až 46 mm. Jedině její příbuzná sršeň mandarínská (Vespa mandarinia) dosahuje větší velikosti (královny až 55 mm), Vespa ducalis je naopak jen o málo menší (až 45 mm). Všechny tři druhy se dají navzájem rozlišit na základě zbarvení. Zbarvení Vespa soror tvoří kombinace tmavě hnědé, žluté a hnědooranžové barvy. Rozmístěním barev se dosti podobá V. ducalis, ale existují mezi nimi některé rozdíly. V. soror stejně jako V. mandarinia má podstatně větší spánkovou oblast hlavy než V. ducalis. V. soror má hřbetní destičky 3 až 6 téměř vždy tmavé, V. ducalis má na třetí žlutavý pruh. Celkově je V. soror mohutnější než V. ducalis. Zbarvením podobná je též V. tropica, která je však celkově menší a má podstatně tmavší hlavu.

## Rozšíření
Vespa soror žije v jihovýchodní a východní Asii, konkrétně v severním Thajsku, severním Vietnamu a jižní a jihovýchodní Číně, včetně ostrova Chaj-nan a území Hongkongu.

## Biologie
O biologii této sršně je k dispozici jen málo informací, přestože jde o druh poměrně rozšířený. Celkově je její život velmi podobný sršni mandarínské.

### Hnízdo
Královna se z hibernace probouzí někdy koncem března nebo v dubnu a začátkem května začíná se stavbou hnízda. První dělnice se objeví v červnu. Až do září bývá hnízdo malé, obvykle jen s několika desítkami dělnic (maximálně mírně přes 100), které v té době nebývají nijak zvlášť agresivní. V září začíná rychlý růst, jenž probíhá až do prosince, kdy je hnízdo největší. V tomto období bývají dělnice velmi agresivní a srdnatě brání okolí hnízda před vetřelci. Samci a nové královny se objevují mezi listopadem a lednem. Většina kolonií hnízdí v zalesněných oblastech. Hnízda si většinou buduje pod zemí, zřejmě v již existující dutině, v suché půdě, ve svahu, mnohdy v kořenovém systému stromů. Hloubka je značně individuální, někdy může být i více než 60 cm. Výjimečně staví hnízda i v podkroví opuštěných budov. Hnízdo bývá oválné či kulaté.

### Potrava
Vespa soror je agresivní predátor, který útočí na rozličný hmyz, jiné členovce a dokonce i malé obratlovce. Tato sršeň byla pozorována jak zabíjí kudlanky, vážky, kobylky, motýly a dokonce i malé gekony. Napadá i vosíky rodu Polistes a Parapolybia, kterým hromadně plení hnízda. Za kořist jí padnou i menší sršně, například sršně čínské (Vespa velutina) či Vespa bicolor, jimž rovněž dokáže zdecimovat hnízdo. Před hromadným útokem vyznačí dělnice průzkumnice cílové hnízdo chemickým pachem, který navede ostatní ke koordinovanému útoku. Vyplenění hnízda může trvat několik hodin či dokonce dní. Ztráty útočníků bývají spíše malé (při pozorování třídenního plenění hnízda sršní Vespa bicolor ztratili útočníci jen několik málo jedinců).
Vespa soror napadá i včely a jejich úly, které mnohdy vyloupí. Ve Vietnamu byla pozorována zajímavá taktika včel východních (Apis cerana) při obraně svých úlů proti těmto sršním. Jakmile včely zaznamenají přítomnost průzkumnice, jež má za úkol vyznačit cestu hromadnému útoku, začnou vchod do úlu pomazávat různou lepkavou špínou jako jsou kousky výkalů, bláto, mýdlový odpad, hnůj apod. To většinou sršně odradí od vniknutí do hnízda.

### Jed
Jed sršně Vespa soror je poměrně silný a její bodnutí velmi bolestivé.